# Філліда Ллойд
Філліда Ллойд (англ. Phyllida Lloyd; нар. 17 червня 1957 року) — британська режисерка театру і кіно. Відома театральними роботами, постановкою фільму-мюзиклу «Мамма Mia!» і біографічної драми «Залізна леді».

## Життєпис
Філліда Ллойд народилася 1957 року і виросла в Брістолі. У 1979 році закінчила Бірмінгемський університет (англ. Birmingham University). Потім п'ять років працювала на каналі BBC.
З 1985 року вона обіймала посаду асистента режисера в театрі Everyman у Челтнемі.
У 1989 році перейшла до театру Bristol Old Vic, де її постановка «Комедії помилок» (англ. The Comedy of Errors) мала значний успіх.
Потім Філліда Ллойд поставила в манчестерському Royal Exchange Theatre «Зимову казку» (англ. The Winter's Tale), «Школу лихослів'я», «Медею» і «Death and the King's Horseman».
У 1991 році вона дебютувала вже на більш серйозній сцені — у театрі Royal Shakespeare Company постановкою «Віртуоз» (англ. The Virtuoso) за п'єсою маловідомого Томаса Шедвелла. Потім була постановка в 1992 році комедії «Таланти і шанувальники» Олександра Островського.
У 1992 році до Філліди Ллойд прийшов перший комерційний успіх: її постановка п'єси Джона Гуара «Шість ступенів відчуження» (англ. Six Degrees of Separation) була перенесена на сцену театру Вест-Енд. У 1994 році дебютувала в Королівському національному театрі з «Періклом» Вільяма Шекспіра. Потім пішли «Істерія» Террі Джонсона для «Королівського придворного театру» (англ. Royal Court Theatre) і «Тригрошова опера» Бертольда Брехта для некомерційного театру Donmar Warehouse, в якому Філліда Ллойд працює й донині.
У 1999 році режисерка поставила мюзикл «Мамма Мія!», створений на основі популярних пісень групи ABBA. У 2008 році адаптувала його під кіноверсію, і це стало її першою і дуже успішною роботою в кіно.
У 2011 році Філліда Ллойд зняла біографічний фільм «Залізна леді» з Меріл Стріп у головній ролі.
Знялася в двох фільмах режисера Меріл Стріп. Вона так висловлюється про неї: «Розумна, правдива, організована, „без дурниць“» («Smart, truthful, organised, no bullshit.»).

## Особисте життя
Філліда Ллойд є відкритою лесбійкою.

## Фільмографія
| Рік  |   | Українська назва | Оригінальна назва | Роль      |
| ---- | - | ---------------- | ----------------- | --------- |
| 2000 | ф | «Глоріана»       | Gloriana          | режисерка |
| 2000 | ф | «Мамма Мія!»     | Mamma Mia!        | режисерка |
| 2008 | ф | «Мамма Мія!»     | Mamma Mia!        | режисерка |
| 2011 | ф | «Залізна леді»   | The Iron Lady     | режисерка |
| 2020 | ф | «Сама»           | Herself           | режисерка |

## Нагороди
У 2006 році Філліда Ллойд удостоїлася почесного ступеня у двох університетах — в Оксфорді та в Брістолі.
Телефільм Gloriana був удостоєний національної премії «Еммі» в 2000 році, премії Festival International de Programmes Audiovisuels в 2001 році і премії Королівського філармонічного товариства.
Фільм «Мамма Мія!» отримав нагороду Rembrandt Award Berster Internationaler Film і був номінований на здобуття ще кількох, включаючи:
- Amanda Award — найкращий художній фільм;
- BAFTA
  - Найкращий британський фільм
  - Найкраща музика до фільму
  - Премія імені Карла Формана за найкращий дебют британського сценариста, режисера або продюсера;
- Золотий глобус:
  - Найкращий фільм (комедія або мюзикл)
  - Найкраща жіноча роль (комедія або мюзикл) — Меріл Стріп.

Фільм «Залізна леді» номінувався на ряд престижних кінопремій за 2011 рік, і в кількох номінаціях переміг: зокрема, за роль в цьому фільмі Меріл Стріп отримала Золотий глобус, Оскар і премію Британської кіноакадемії BAFTA.
Філліда Ллойд — командор Ордена Британської імперії.
У 2009, 2010 та 2011 роках The Independent включала ім'я Філліди Ллойд до списку 100 найбільш впливових ЛГБТ-персон Великої Британії (Ллойд відкрито визнає свою гомосексуальність).